# Субъективная теория ценности
Субъективная теория ценности — это теория ценности, которая продвигает идею о том, что ценность товара не определяется каким-либо неотъемлемым свойством товара или количеством труда, необходимого для производства товара, а вместо этого стоимость определяется важностью, которую придает действующее лицо на добре для достижения желаемых целей.
Современная версия этой теории была создана независимо и почти одновременно Уильямом Стэнли Джевонсом, Леоном Вальрасом и Карлом Менгером в конце XIX века.

## Происхождение теории субъективных ценностей
То, что ценность блага субъективна — это то, что анализировалось на протяжении многих веков, Платон (в Евтидеме) и Аристотель говорили об этом. Сенека, перефразируя Аристотеля, придумал знаменитую латинскую фразу «res tantum valet Quant vendit potest», которая означает, что что-то стоит столько, сколько вы можете получить, то есть ценность чего-либо — это то, что другой человек готов заплатить.
Николай Коперник, Джон Локк или Адам Смит говорили о парадоксе ценности, который пытается объяснить причину, по которой вода, несмотря на то, что она более полезна и необходима, чем алмазы, имеет более низкую цену на рынке.
Однако только в XIX веке теория субъективных ценностей была сформулирована в виде теории экономистами Карлом Менгером, Уильямом Стэнли Джевонсом и Леоном Вальрасом в середине XIX века.

### Эволюция теории Бём-Баверком
Бём-Баверк отмечал, что необходимо отличать субъективную ценность от полезности, так как эти понятия, по его мнению, постоянно смешиваются. Под ценностью он понимал то значение, которое представляет материальное благо или комплекс материальных благ с точки зрения благополучия субъекта. Различие между ценностью и полезностью Бём-Баверк видел в их разном значении для жизни человека. Для этого он приводит пример человека со стаканом воды, сидящего у источника воды, и человека, находящегося в пустыне и испытывающего сильную жажду. Бём-Баверк отмечает, что в первом случае речь идет только о полезности, а во втором случае о ценности.
По мнению ученого, полезность представляет собой низшую форму отношения к человеческому благополучию, а ценность является высшей формой. Для появления ценности необходимо, чтобы с полезностью сочеталась редкость блага, причем редкость не абсолютная, а относительная. Следовательно, по Бём-Баверку, ценность приобретают только те блага, запас которых ограничен для людских потребностей.
Говоря о величине ценности блага, ученый отмечает, что она определяется важностью той конкретной потребности (или частичной потребности), которая занимает последнее место в ряду потребностей, удовлетворяемых всем наличным запасом материальных благ данного рода. Другими словами, ценность блага измеряется величиной предельной полезности этого блага.
Общую полезность Бём-Баверк высчитывает путем сложения суммы предельных полезностей отдельных единиц блага. В этом подход Бём-Баверка принципиально отличается от методики, предложенной Ф. Визером. Если последний определял общую полезность как произведение предельной полезности на количество всех единиц блага (5 × 1), то Бём-Баверк определял ее путем сложения предельных полезностей всех единиц (5 + 4 + 3 + 2 + 1). В экономической теории сейчас правильным считается как раз подход Бём-Баверка.
В дополнение к субъективной ценности австрийский ученый ввел еще понятие объективной ценности. Дело в том, что субъективная ценность объясняла выбор потребителей, но возникала проблема, как при таком многообразии субъективных ценностей формируются единые рыночные цены. По логике цен должно быть столько же, сколько и субъективных ценностей благ со стороны каждого индивида. Бём-Баверк полагал, что объективная ценность представляет собой меновые пропорции и формируется она в процессе конкуренции на рынке. Введение данной категории поставило ученого перед необходимостью объяснения того, каким образом происходит механизм измерения и соизмерения цен как в натуральном, так и в денежном выражении. Для этого он вводит правило обмена, предполагающее взаимовыгодность обмена в результате сделки: обмен оказывается экономически возможным только между такими двумя лицами, которые определяют ценность предлагаемой и получаемой в обмен вещи неодинаковым, даже противоположным образом. Другими словами, сделка возможна тогда, когда участвующий в обмене отдает меньшую полезность за большую. Иначе, если предполагать первоначальную эквивалентность обмена, такая сделка с точки зрения теории предельной полезности бессмысленна.

## Теоретическая гипотеза
В этом смысле гипотеза этой теории утверждает, что ценность данного блага, в отличие от других теорий, не определяется свойствами, которыми он обладает. Согласно выдвинутой гипотезе, это также не будет определяться работой, необходимой для производства указанного товара. Его авторы предположили, что стоимость товара определяется так называемой ожидаемой полезностью; или то, что мы могли бы определить как важность, которую истец придает указанному добру.
Таким образом, теория субъективной ценности определяет, что товар может генерировать ценность простым фактом передачи собственности другому человеку, который, по его оценке, придает ему большую полезность. При этом не требуется, чтобы указанная недвижимость подвергалась модификациям, вызывающим ее переоценку, поскольку ожидаемая полезность нового владельца представляет для него большую ценность. Таким образом, возобновляются исторические дебаты в экономической науке, такие как дихотомия, установленная экономистами между стоимостью и ценой.
Согласно теории, индивиды демонстрируют снижение уровня удовлетворенности благом. Другими словами, чем меньше продукт, тем он ценнее, и наоборот.
Аналогичным образом, следует отметить, что на свободных рынках рыночное равновесие устанавливается требованиями некоторых претендентов, которые придают большее значение одним потребностям, чем другим.
В соответствии с этим Давид Рикардо установил, что существуют разные уровни полезности и потребительной стоимости. Кроме того, было установлено, что они не были эффективно связаны с так называемой рыночной стоимостью. Точно так же Менгер завершил теорию, заявив, что эта предельная полезность также отражается на производстве. В этом смысле способность получать зарплату определялась ценностью их работы для работодателей, а не их прожиточными издержками.

### Критика теории
Многие из экономистов резко критиковали теорию субъективной ценности. Среди них — экономисты-марксисты, поскольку они рассматривают другую серию теорий, таких как ценность Маркса, и утверждают, что теория субъективных ценностей, продвигаемая в основном Менгером, не имеет эмпирической валидности. В связи с этим они считают, что их аргумент, несмотря на кажущийся убедительным, не имеет достаточной научной поддержки, чтобы его поддержать.
Среди основных критических замечаний — слишком индивидуалистическое мышление Менгера. Однако когда мы говорим о ценах, мы говорим о механизме, в который вмешиваются несколько сторон. Следовательно, хотя стоимость, указанная заявителем, ниже, спрос, а также собственная операционная структура участника торгов определяют часть указанной стоимости.
С другой стороны, другие экономисты определяют теорию субъективных ценностей, как следует из ее названия, как субъективную. Для этого они демонстрируют необходимость в том, чтобы цены были объективными, поскольку это необходимо не только для совершения сделки, но и для проведения эмпирических исследований.